# Laski (powiat łukowski)
Laski – wieś w Polsce położona w województwie lubelskim, w powiecie łukowskim, w gminie Krzywda.
Wierni Kościoła rzymskokatolickiego należą do parafii Matki Bożej Częstochowskiej w Radoryżu Kościelnym.
W latach 1975–1998 miejscowość należała administracyjnie do województwa siedleckiego.
Wieś stanowi sołectwo w gminie Krzywda. Według Narodowego Spisu Powszechnego z roku 2011 wieś liczyła 132 mieszkańców.